# Planetesimaler
Planetesimaler er mindre faste objekter, der findes i protoplanetariske skiver, som blev dannet ud fra en kæmpe interstellar sky. Planetesimalerne blev dannet i begyndelsen af solsystemets dannelse. Først var de meget små klumper, der senere blev til protoplaneter. Disse protoplaneter kolliderede med hinanden og dannede de planeter vi kender i dag.